# Reidgotaland
Reidgotaland är namnet på flera forntidsländer i nordisk sagotradition. 
I de så kallade fornåldersagorna, som ofta handlade om perioden mellan ca 0 och 600 e.Kr., är Reidgotaland lokaliserat till de östliga delarna av Europa, vid floden Dnepr.
Från cirka 600-700-talen och framåt har också Jutland och ibland hela Skandinavien kallats Reidgotaland. Så använder Snorre Sturlasson namnet Reidgotaland för att särskilja sin samtids skandinaviska fastland från Eygotaland, ögoternas land, med vilket han avser de större öarna i Skandinavien. I fornaldarsagor såsom Sögubrot af nokkurum fornkonungum í Dana- ok Svíaveldi och þáttr af Ragnars sonum syftar Eygotaland dock bara på Gotland.

## Namnets betydelse
Namnet betyder "rid-goternas land" (de ridande, resande goternas land), alternativt "fågelbo-goternas land" (hreiðr; rede, näste), och kan alltså syfta på de orter där dessa goter slog sig ner under sina vandringar. 
Namnet förekommer även i fornengelska texter såsom Deors klagan, i Beowulf och i Widsith, liksom på Rökstenen i Östergötland (rest på 800-talet), där beteckningen för goterna under Theoderik den store är hraið-gutar.